# 劉芒蕩
刘芒荡（？—309年），西晋平阳人。
309年七月，刘芒荡自称汉朝皇族后裔，诱骗羌戎，在马兰山称帝。支胡五斗叟、郝索聚众数千反晋，驻扎在新丰，与刘芒荡合军。九月，征西大将军、南阳王司马模派他的部将淳于定击败刘芒荡、五斗叟，将他们斩杀。